# Umzumbe
Umzumbe est une station balnéaire située à l'embouchure de la rivière Mzumbe (la rivière dangereuse) dans la province de KwaZulu-Natal, en Afrique du Sud.  

## Toponymie
Le nom de la rivière (et de la localité) est dérivée d'un groupe de  cannibales qui occupaient la vallée, et qui en furent chassés par le roi Chaka en 1828, lors de la dernière campagne militaire du fondateur du Royaume zoulou. 

## Géographie
La localité est située à environ 100 km de Durban, et à proximité (5 km au sud-ouest) de la ville de Hibberdene, au sud de l'embouchure de la rivière Mzumbe, dans un paysage vallonné,,.

## Personnalités
- Nozizwe Madlala-Routledge (1952), femme politique sud-africaine, et ministre.